# Spergularia salontana
Spergularia salontana är en nejlikväxtart som beskrevs av I. Pop. Spergularia salontana ingår i släktet rödnarvar, och familjen nejlikväxter. Inga underarter finns listade i Catalogue of Life.